# Rosolistnikowate

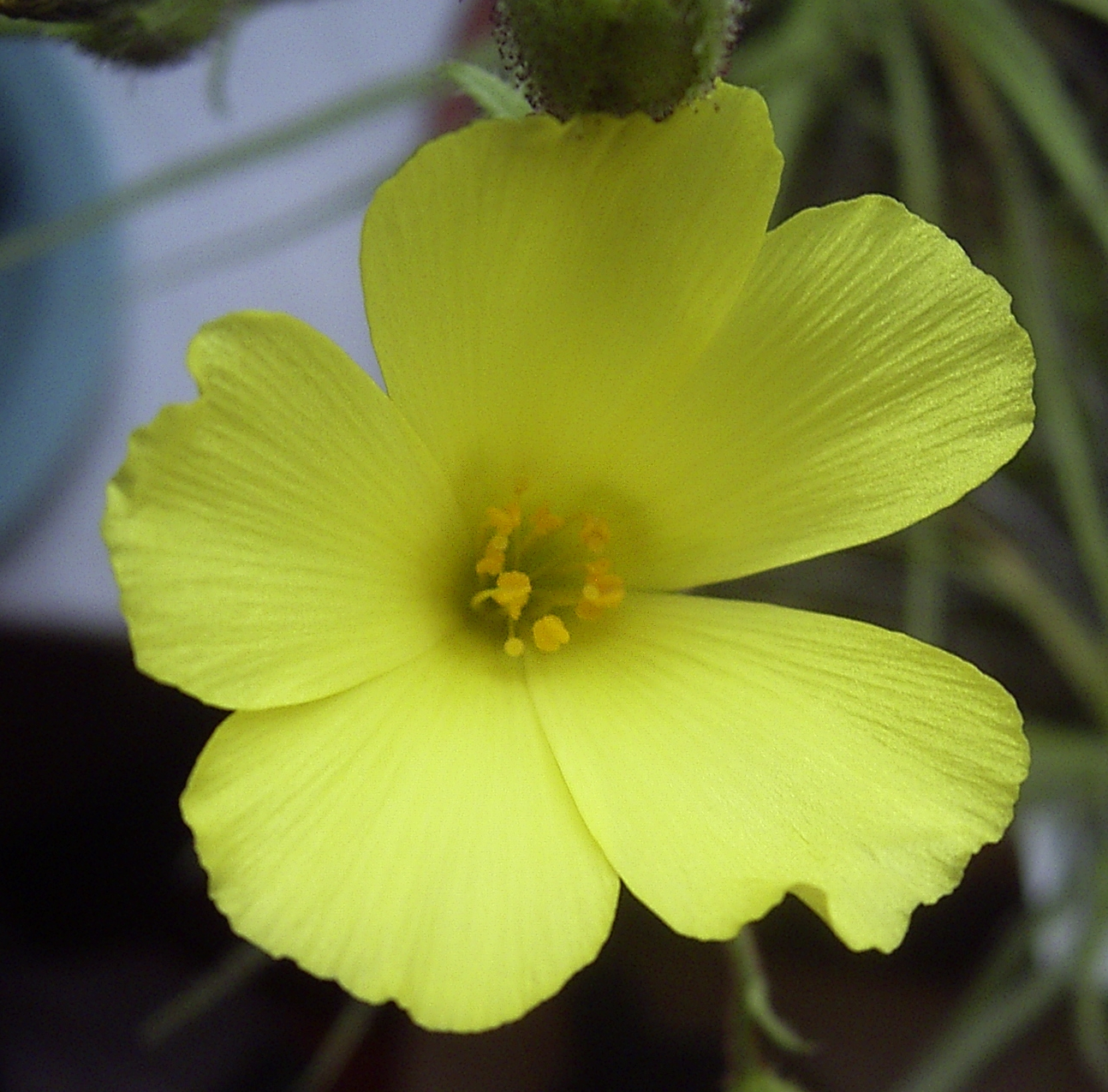
Kwiat

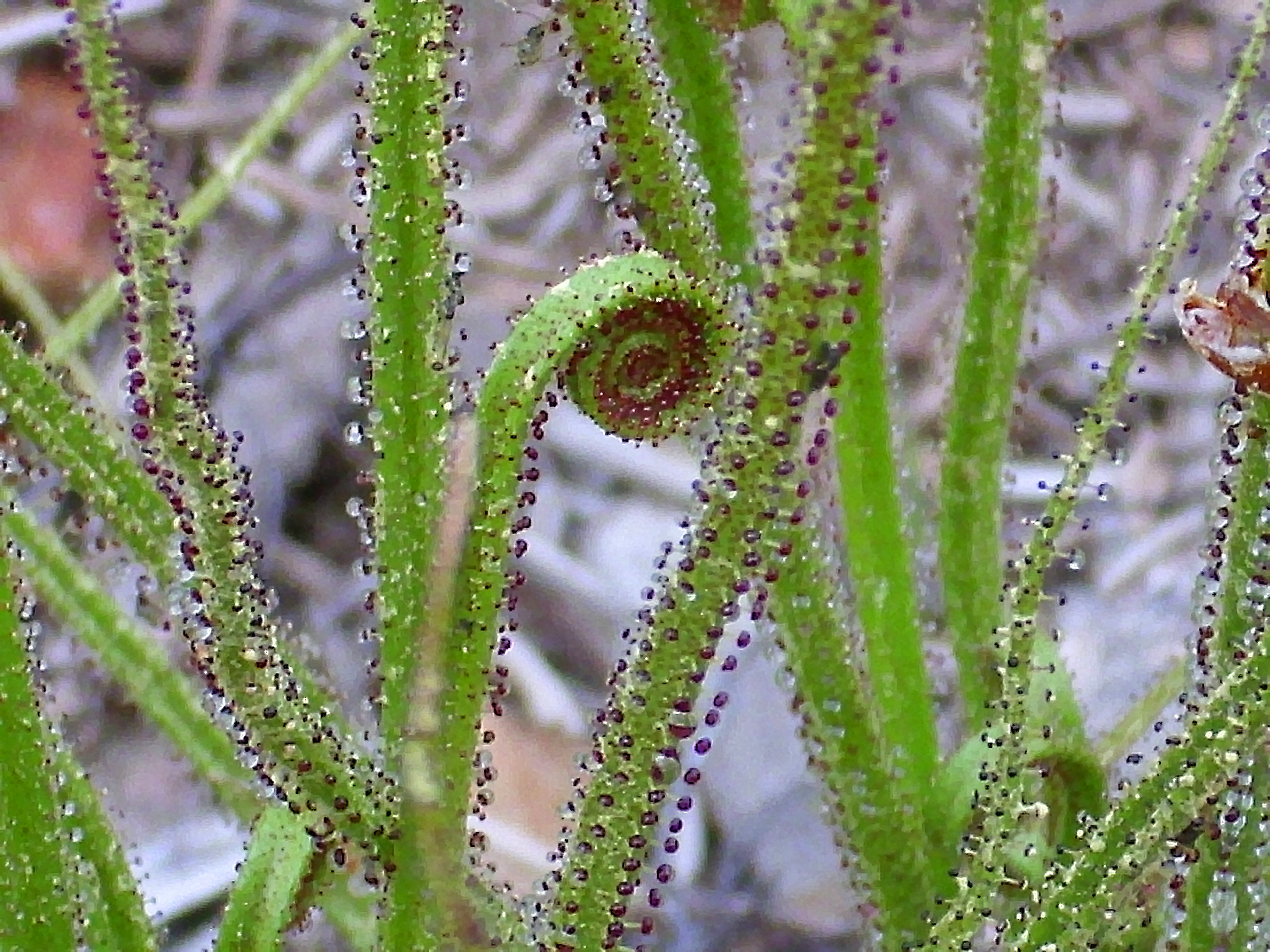
Lepkie gruczołki na liściach

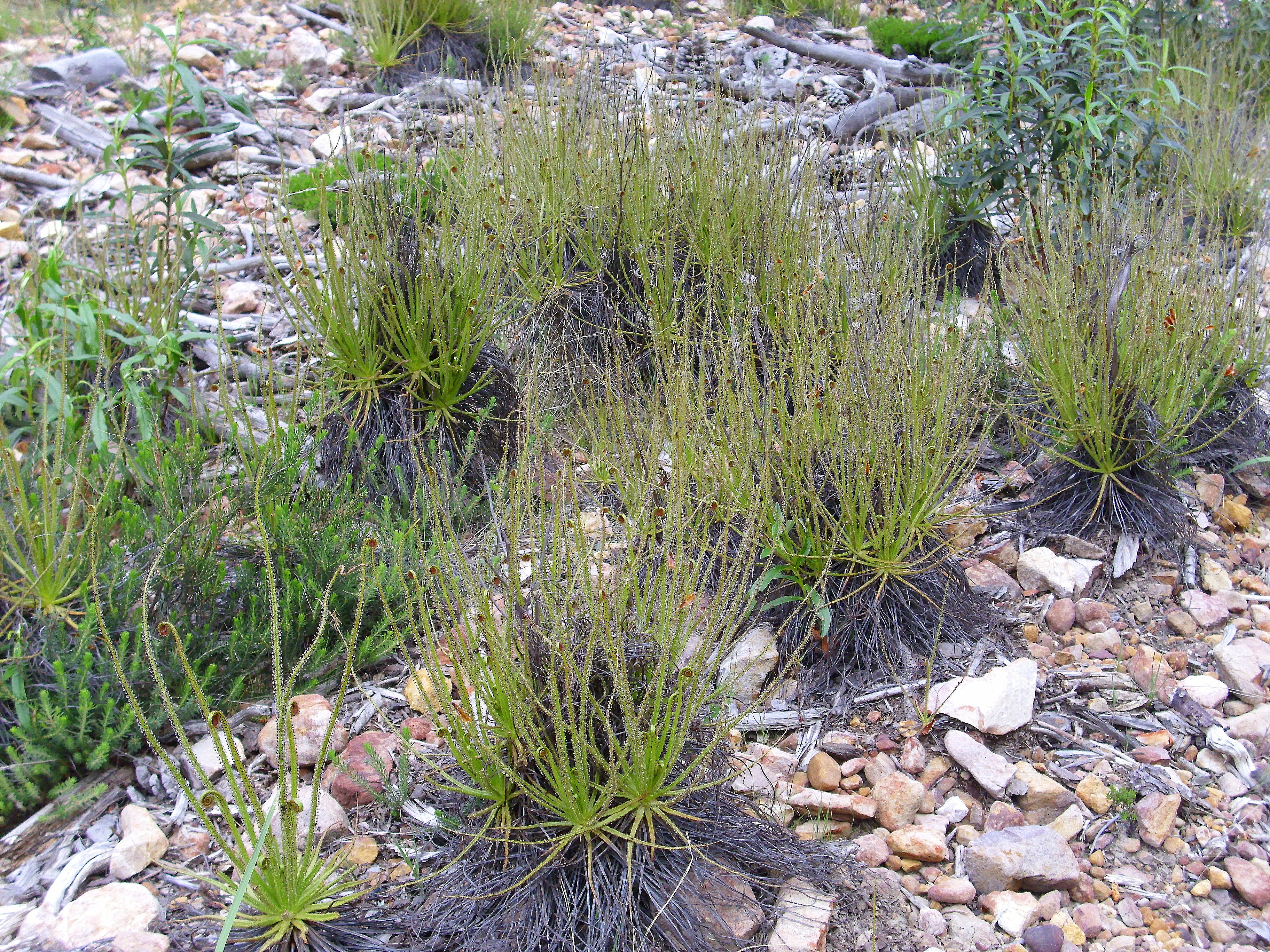
Rośliny w naturze – w górach Sierra Morena w Hiszpanii

Rosolistnikowate (Drosophyllaceae) – monotypowa rodzina roślin spokrewniona z kilkoma innymi i tworząca wraz z nimi spokrewnioną grupę roślin owadożernych w rzędzie goździkowców (Caryophyllales). W niektórych ujęciach cały ten klad wyodrębniany jest w randze rzędu rosiczkowców (Droserales) lub dzbanecznikowców (Nepenthales). Do rodziny rosolistnikowatych zalicza się jeden rodzaj – rosolistnik z jednym gatunkiem – rosolistnikiem portugalskim (Drosophyllum lusitanicum (L.) Link Neues J. Bot. 1(2):53. 1806). Zasięg tej rośliny obejmuje Portugalię, południową Hiszpanię i północne Maroko. W odróżnieniu od innych roślin owadożernych rosolistnik rośnie w miejscach suchych, choć pozostających pod wpływem klimatu oceanicznego. Występuje na zboczach wzgórz i gór w odległości co najwyżej kilku kilometrów od brzegów morskich, co wynika z uzależnienia od wilgoci pozyskiwanej podczas suchego lata z mgieł porannych. Rodzina wyróżniana jest od końca lat 80. XX wieku, wcześniej rosolistnik włączany był do rodziny rosiczkowatych. 

## Morfologia
PokrójPółkrzew osiągający zwykle do 0,5 m wysokości, wyjątkowo do 1,6 m.
ŁodygaDrewniejąca, o średnicy 5–15 mm, zwykle pokłada się u starszych roślin, niezbyt silnie rozgałęziona.
LiściePułapkowe, liczne (do 100), szydlaste, wzniesione niemal pionowo, na przekroju trójkątne, o długości 10–30 cm i średnicy 2,5 mm. Wyrastają w gęstych skupieniach. Ponieważ merystem wierzchołkowy liści pozostaje długo aktywny – są one pastorałowato zagięte na końcach podobnie jak u paproci, z tym, że liście zawijają się na zewnątrz, a nie stroną wewnętrzną. Z wiekiem liście prostują się i opadają, najstarsze leżą na ziemi. Na krawędziach i stronie dolnej liści znajduje się 6 rzędów gruczołków na długich trzonkach, poza tym występują gruczołki siedzące. Gruczołki na trzonkach wydzielają lepkie krople śluzu służące do unieruchamiania ofiar (owadów). Gruczoły siedzące wydzielają enzymy trawiące białko.
KwiatyPromieniste i obupłciowe. Stosunkowo okazałe, o średnicy do 4 cm, krótkotrwałe. Zebrane są w szczytowy kwiatostan liczący do 15 kwiatów. Rozwinięte są przez jeden dzień po czym zasychają i pozostają na owocu. Jasnożółtych płatków korony i działek kielicha jest po 5. Działki kielicha są od zewnątrz ogruczolone i u dołu zrośnięte. Płatki są wolne, koloru żółtego. Zalążnia jest górna, 5-komorowa, na szczycie z 5 rozchylonymi szyjkami słupka zwieńczonymi główkowatymi znamionami. Pręcików jest 10 w dwóch okółkach po 5. Ich nitki są wolne, pylniki otwierają się podłużnymi pęknięciami od zewnątrz.
OwoceTorebki otwierające się komorowo w górnej części i zawierające liczne, kulistawe, czarne nasiona.

## Biologia
Gruczoły produkujące wydzieliny mają duże zapotrzebowanie na wodę i dlatego do każdego z nich prowadzi wiązka cewek rozgałęziających się w wielokomórkowej główce. Lepka wydzielina wysokich gruczołów jest słabo kwaśna i w niewielkim, ale jednak pewnym stopniu rozpuszcza ciało owada. Wydzielina ze śladami rozpuszczonych białek przeniesiona przez szamocącego się owada na krótki gruczołek powoduje jego pobudzenie, szybko przenoszone na przyległe gruczołki. Następuje intensywne wydzielenie soków trawiących owada. Produkty trawienia wchłaniane są przez oba rodzaje gruczołów.

## Ekologia
W odróżnieniu od większości innych roślin owadożernych, rosolistnik rośnie na suchym, zasadowym podłożu. Najwięcej wilgoci otrzymuje podczas mokrej, śródziemnomorskiej zimy. W trakcie suchego i upalnego lata roślina korzysta z nocnych mgieł dostarczających wilgoć. Rośnie na ubogich glebach kamienistych lub piaszczystych, umożliwiających swobodny odpływ wody. Źle znosi konkurencję innych roślin i w przypadku trudności z dostępem do światła ustępuje ze stanowisk. Zagraża temu gatunkowi też presja urbanizacyjna na obszarach nadmorskich.

## Systematyka
Rosolistnikowate spokrewnione są z kilkoma rodzinami innych roślin owadożernych, w obrębie rzędu goździkowców (Caryophyllales) w ujęciu Angiosperm Phylogeny Website (aktualizowany systemu APG IV (2016). W niektórych systemach klasyfikacyjnych ta grupa rodzin tworzy rząd rosiczkowców (Droserales) (system Reveala z lat 1994–1999) lub dzbanecznikowców (Nepenthales) (system Reveala i Thorna z 2007). W dawniejszych systemach rosolistnik włączany był do rodziny rosiczkowatych (pierwotnie opisany zresztą został jako jeden z gatunków z rodzaju rosiczka Drosera), co miało miejsce np. jeszcze w systemie Reveala z lat 1994–1999. W systemie tego autora z 2007 r. rosolistnikowate są już wyróżnione.
Pozycja systematyczna w kladzie polygonids w obrębie rzędu goździkowców według Angiosperm Phylogeny Website (aktualizowany system APG IV z 2016)
|  | Droseraceae – rosiczkowate      |
|  |                                 |
|  | Nepenthaceae – dzbanecznikowate |
|  |                                 |

|  | Drosophyllaceae – rosolistnikowate                                     |
|  |                                                                        |
|  | \| \| Ancistrocladaceae \| \| \| \| \| \| Dioncophyllaceae \| \| \| \| |
|  |                                                                        |
|  | Ancistrocladaceae                                                      |
|  |                                                                        |
|  | Dioncophyllaceae                                                       |
|  |                                                                        |

|  | Ancistrocladaceae |
|  |                   |
|  | Dioncophyllaceae  |
|  |                   |

|  | Droseraceae – rosiczkowate      |
|  |                                 |
|  | Nepenthaceae – dzbanecznikowate |
|  |                                 |

|  | Drosophyllaceae – rosolistnikowate                                     |
|  |                                                                        |
|  | \| \| Ancistrocladaceae \| \| \| \| \| \| Dioncophyllaceae \| \| \| \| |
|  |                                                                        |
|  | Ancistrocladaceae                                                      |
|  |                                                                        |
|  | Dioncophyllaceae                                                       |
|  |                                                                        |

|  | Ancistrocladaceae |
|  |                   |
|  | Dioncophyllaceae  |
|  |                   |

|  | Frankeniaceae – pomorzlinowate |
|  |                                |
|  | Tamaricaceae – tamaryszkowate  |
|  |                                |

|  | Plumbaginaceae – ołownicowate |
|  |                               |
|  | Polygonaceae – rdestowate     |
|  |                               |

|  | Frankeniaceae – pomorzlinowate |
|  |                                |
|  | Tamaricaceae – tamaryszkowate  |
|  |                                |

|  | Plumbaginaceae – ołownicowate |
|  |                               |
|  | Polygonaceae – rdestowate     |
|  |                               |

|  | Droseraceae – rosiczkowate      |
|  |                                 |
|  | Nepenthaceae – dzbanecznikowate |
|  |                                 |

|  | Drosophyllaceae – rosolistnikowate                                     |
|  |                                                                        |
|  | \| \| Ancistrocladaceae \| \| \| \| \| \| Dioncophyllaceae \| \| \| \| |
|  |                                                                        |
|  | Ancistrocladaceae                                                      |
|  |                                                                        |
|  | Dioncophyllaceae                                                       |
|  |                                                                        |

|  | Ancistrocladaceae |
|  |                   |
|  | Dioncophyllaceae  |
|  |                   |

|  | Droseraceae – rosiczkowate      |
|  |                                 |
|  | Nepenthaceae – dzbanecznikowate |
|  |                                 |

|  | Drosophyllaceae – rosolistnikowate                                     |
|  |                                                                        |
|  | \| \| Ancistrocladaceae \| \| \| \| \| \| Dioncophyllaceae \| \| \| \| |
|  |                                                                        |
|  | Ancistrocladaceae                                                      |
|  |                                                                        |
|  | Dioncophyllaceae                                                       |
|  |                                                                        |

|  | Ancistrocladaceae |
|  |                   |
|  | Dioncophyllaceae  |
|  |                   |

|  | Frankeniaceae – pomorzlinowate |
|  |                                |
|  | Tamaricaceae – tamaryszkowate  |
|  |                                |

|  | Plumbaginaceae – ołownicowate |
|  |                               |
|  | Polygonaceae – rdestowate     |
|  |                               |

|  | Frankeniaceae – pomorzlinowate |
|  |                                |
|  | Tamaricaceae – tamaryszkowate  |
|  |                                |

|  | Plumbaginaceae – ołownicowate |
|  |                               |
|  | Polygonaceae – rdestowate     |
|  |                               |

## Zastosowanie
W Portugalii roślina hodowana jest w domach w celu pozbywania się z nich much. Wykorzystywana jest wysoka skuteczność rosolistnika w wychwytywaniu owadów (dziennie chwyta ich do 233). W roli muchołapek wiesza się też w domach same liście tej rośliny. Rosolistnik bywa poza tym uprawiany w kolekcjach jako ciekawostka botaniczna.

## Uprawa
Roślin nie można pozyskiwać ze stanowisk naturalnych, ponieważ naruszenie ich korzeni zwykle zabija roślinę. 
RozmnażanieTylko poprzez wysiew nasion. Przed wysianiem należy poddać je skaryfikacji – przetrzeć je lekko drobnoziarnistym papierem ściernym, a następnie namoczyć. Dopiero po takich zabiegach nasiona wysiewa się na podłoże utrzymywane w wilgoci przez pierwsze dwa tygodnie.
WymaganiaPrzepuszczalne, obojętne podłoże i pełne nasłonecznienie.
PielęgnacjaMiędzy kolejnymi podlewaniami należy robić odstępy umożliwiające wyschnięcie podłoża. Nadmierna wilgoć zwiększa podatność rośliny na zapadanie na choroby grzybowe.